# Jamaal Franklin
Pour les articles homonymes, voir Franklin (patronyme).
Jamaal Franklin, né le 21 juillet 1991, est un joueur américain de basket-ball.

## Biographie
Le 27 juin 2013, il est sélectionné à la 41e position de la Draft 2013 de la NBA par les Grizzlies de Memphis. Le 26 juillet 2013, il signe avec les Grizzlies sans avoir participé à la NBA Summer League 2013 avec l'équipe. Durant sa première saison, il est envoyé plusieurs fois en D-League chez les Mad Ants de Fort Wayne.
En juillet 2014, Franklin participe à la NBA Summer League 2014 avec les Grizzlies. Le 31 août 2014, il est coupé par les Grizzlies.
Le 7 octobre 2014, il signe un contrat de deux mois avec les Zhejiang Lions en Chine. Le 26 novembre 2014, il prolonge son contrat d'un mois avec les Lions. Quelques jours plus tard, il marque 53 points à 19 sur 29 aux tirs lors de la victoire des siens 120 à 112 contre les Chongqing Flying Dragons. Le 5 janvier 2015, il quitte Zhejiang après avoir disputé 26 rencontres avec l'équipe.
Le 21 janvier 2015, Franklin est sélectionné par les D-Fenders de Los Angeles en D-League. Le 21 février, il réalise son meilleur match de la saison en terminant la rencontre avec 27 points et 13 rebonds lors de la défaite des siens contre les Spurs d'Austin.
Le 12 avril 2015, Franklin signe avec les Nuggets de Denver. Il fait ses débuts avec l'équipement le lendemain et termine la rencontre avec un rebond et une passe décisive lors de la victoire des Nuggets 122 à 111 contre les Kings de Sacramento.
Le 13 juillet 2015, il est coupé par les Nuggets de Denver.